# At the Gates
At the Gates — шведская мелодик-дэт-метал-группа, образовалась в Гётеборге в 1990 году. Является прародителем метал-сцены Гётеборга и музыкального стиля мелодичный дэт-метал. Команда просуществовала с 1990 по 1996 годы. В 2007 году группа вновь собралась для заключительного тура, последний концерт которого был сыгран 21 сентября 2008 года.
В январе 2014 года группа объявила о возобновлении активной деятельности в своём старом составе, и выпуске нового альбома. 28 января 2014 года был анонсирован альбом At War With Reality, который вышел в конце 2014 года.

## История

### Ранние годы (1990—1994)
Группа At the Gates была основана в 1990 году бывшими участниками дэт- и блэк-метал группы Grotesque. Они записали дебютный мини-альбом Gardens of Grief для лейбла Dolores Recordings. Этот мини-альбом в итоге привел к подписанию контракта с легендарным металлическим лейблом Peaceville Records, и в 1992 году они выпустили свой дебютный полноформатный альбом The Red in the Sky Is Ours.
После записи второго студийного альбома With Fear I Kiss the Burning Darkness, один из основателей и гитарист Альф Свенссон покинул группу в 1993 году, чтобы заняться татуировками, иллюстрациями графических романов и своим сольным проектом Oxiplegatz в стиле электронной оперы и блэк-метала. Вскоре его заменил бывший гитарист House of Usher Мартин Ларссон, которого группа знала по подпольной торговле кассетами. Группа продолжила гастролировать по Европе и в июле 1993 года приняла участие в съёмках шоу Headbangers Ball в Ноттингеме.

### Успех и распад (1994—1996)
В 1994 году At the Gates выпустили свой третий альбом Terminal Spirit Disease, который был провозглашен прорывным альбомом.
Группа продолжила гастроли и в 1995 году выпустила свой самый коммерчески успешный и признанный критиками альбом Slaughter of the Soul на Earache Records. Альбом считается их самой сильной дэт-металлической работой по сравнению с предыдущими альбомами. Этот альбом прочно закрепил за группой статус одного из лидеров шведской метал-сцены, «гётеборгского звука» мелодичного дэт-метала. Группа привлекла к альбому международное внимание, проведя несколько туров по США, чему также способствовала активная ротация видеоклипа на «Blinded by Fear» на MTV в Америке, но, несмотря на международный успех, братья Бьёрлер покинули группу в 1996 году. Остальные участники решили, что будет невозможно продолжать без них, поэтому группа в итоге распалась.

### После распада (1996—2007)
Когда в 1996 году At the Gates распались, барабанщик Адриан Эрландссон, басист Йонас Бьёрлер и гитарист Андерс Бьёрлер сформировали The Haunted. Томас Линдберг продолжал работать с разными группами, включая Skitsystem, The Crown, Lock Up и Nightrage. Эрландссон ушел из The Haunted в 1999 году, чтобы присоединиться к Cradle of Filth. В 2001 году Peaceville Records выпустили ретроспективу At the Gates под названием Suicidal Final Art.

### Воссоединение (2007—2008)
18 октября 2007 года At the Gates объявили о нескольких реюнион-шоу на середину 2008 года, включая выступления на Getafe Electric Festival, Roskilde Festival, Ruisrock, Wacken Open Air, Graspop Metal Meeting, Sweden Rock Festival, Gods of Metal, Hellfest Summer Open Air и Bloodstock Open Air, а также тур по Японии с The Dillinger Escape Plan, Into Eternity, Pig Destroyer и Mayhem в мае 2008 года. В течение июля 2008 года они совершили поездку по США и Канаде в рамках так называемого «Suicidal Final Tour» и отыграли свой последний концерт в Великобритании на Bloodstock Open Air в воскресенье 17 августа 2008 года. Они завершили свое последнее выступление в Афинах, Греция с приглашённым коллективом The Ocean 21 сентября 2008 года. Выступление группы на Wacken Open Air в 2008 году доступно на DVD-диске The Flames of the End, который также включает отрывки из песен с других площадок и документальный фильм, рассказывающий об истории группы в целом.

### At War with Reality(2014—2016)
21 января 2014 года At the Gates опубликовали на YouTube видео, показывающее искаженное видео со строками текста поверх него, за которым следует надпись «2014», что намекало на вероятные тексты песен будущего альбома. 27 января группа объявила в Facebook, опубликовав новые фотографии обложки и профиля, что их подтвержденный пятый альбом будет называться At War with Reality и выйдет осенью 2014 года на Century Media.
На вопрос, будет ли At War with Reality последним альбомом At the Gates или группа продолжит записываться, Томас Линдберг ответил: «Мы не можем сказать правду. У нас нет планов останавливаться, но мы нарушили обещания раньше, так что лучше ничего не говорить». В недавних многочисленных интервью члены группы выразили заинтересованность в создании следующего альбома. At The Gates завершили гастрольный цикл At War with Reality в августе 2016 года выступлением на фестивале Elb Riot в Гамбурге.

### Уход Андерса Бьёрлера иTo Drink from the Night Itself(2017—2019)
8 марта 2017 года группа выпустила официальное заявление, в котором было объявлено, что Андерс Бьёрлер ушел из группы. Несмотря на уход Андерса, они подтвердили, что сейчас работают над следующим после At War with Reality студийным альбомом, который они планируют записать и выпустить в 2018 году. В сентябре 2017 года было объявлено, что Йонас Столхаммар стал новым гитаристом, который на постоянной основе заменит Бьёрлера, но он присоединился к группе слишком поздно, чтобы участвовать в процессе написания нового альбома. В ноябре 2017 года они вошли в студию, чтобы начать запись альбома под названием To Drink from the Night Itself, который был выпущен на Century Media Recordings 18 мая 2018 года.

### The Nightmare Of Being(2020 – настоящее время)
17 мая 2020 года группа сообщила на своей странице в Facebook о том, что они находятся в процессе записи седьмого студийного альбома. 1 апреля 2021 года коллектив анонсировал альбом The Nightmare Of Being, который вышел 2 июля того же года.

## Состав группы
- Томас Линдберг — вокал (1990—1996, 2007 — настоящее время)
- Мартин Ларссон — гитара (1993—1996, 2007 — настоящее время)
- Адриан Эрландссон — ударные (1990—1996, 2007 — настоящее время)
- Йонас Бьёрлер — бас-гитара (1990—1992, 1993—1996, 2007 — настоящее время)
- Йонас Столхаммар — гитара (2017 — настоящее время)

### Бывшие участники
- Альф Свенссон — гитара (1990—1993)
- Андерс Бьёрлер — гитара (1990—1996, 2007—2017)
- Бьёрн Манкнер — бас-гитара (1990)
- Клифф Лундберг — бас-гитара (1992)

## Дискография

### Студийные альбомы
- 1992 — The Red in the Sky Is Ours (Peaceville)
- 1993 — With Fear I Kiss the Burning Darkness (Peaceville)
- 1994 — Terminal Spirit Disease (Peaceville)
- 1995 — Slaughter of the Soul (Earache)
- 2014 — At War with Reality (Century Media)
- 2018 — To Drink from the Night Itself (Century Media)
- 2021 — The Nightmare of Being (Century Media)

### Синглы
- 1992 — Kingdom Gone
- 1993 — The Burning Darkness
- 1994 — Terminal Spirit Disease
- 1995 — Blinded By Fear

### EP
- 1991 — Gardens of Grief

### Концертные альбомы
- 2001 — Suicidal Final Art
- 2010 — Purgatory Unleashed (Live at Wacken)